# Ermanarik

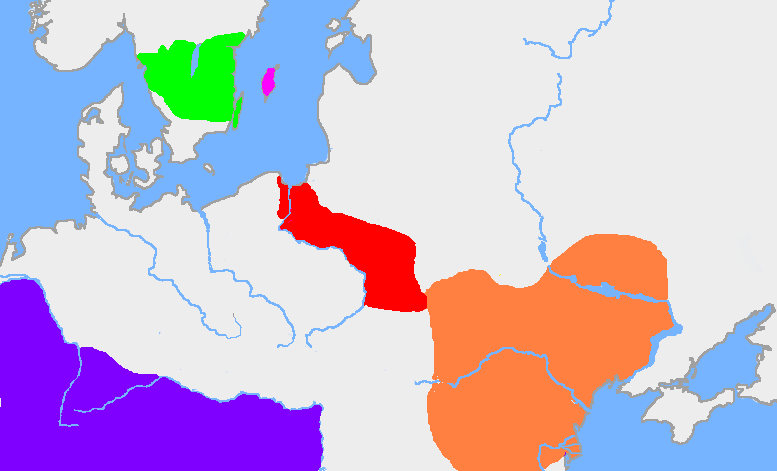
Het oranjegebied stond onder leiding van Ermanarik.

Ermanarik was koning van de Ostrogoten (350 - 375) en opvolger van zijn vader Achiulf. Vultuulf, Ediulf en Ansila waren zijn broers. Hunimund was zijn zoon. Ermanarik werd opgevolgd door Vithimiris.

## Ostrogotisch Rijk
Onder koning Ermanarik besloeg het Rijk van de Ostrogoten een gebied dat ongeveer overeenkomt met het huidige Oekraïne. In het noordoosten grensde het aan land van de Finni, die de vlakte van de Oka en de Wolga bewoonden. In het noordwesten aan land van de Slaven in het brongebied van de Dnjepr, de Weichsel en de Westelijke Dvina. Ten oosten van de Don had het de Alanen als buren, en ten westen van de Dnjepr de Visigoten. Aan de Dnjepr hadden de Ostrogoten hun hoofdstad Árheimer (rivierstad) gesticht.
Het Ostrogotische Rijk van Ermanarik kon men niet vergelijken met het Romeinse Rijk. Er waren geen steden of enige vorm van georganiseerd bestuur. De bevolking, die door Achiulf en Ermanarik geleidelijk met geweld onder de Ostrogotische heerschappij was gebracht, bestond voornamelijk uit Slaven, Sarmaten, Scythen en Gepiden. Een weinig talrijke aristocratie van Ostrogotische krijgslieden heerste over de overwonnen volken. Deze moesten enige belastingen betalen en militaire dienst verrichten voor de koning. Bij gelegenheid ontmoetten zij elkaar aan het hof van Ermanarik, dat parlement, regering en zetel van de hoogste rechterlijke macht ineen was.
Omstreeks 370 bereikten de Ostrogoten voor het eerst de berichten van vluchtelingen uit het oosten dat een woest ruitervolk, de Hunnen, vanuit Azië richting Europa trok. Niet lang daarna, in het voorjaar van 375, verschenen de Hunnen aan de grenzen van het Ostrogotische Rijk. De Ostrogoten bleken niet opgewassen te zijn tegen de Hunse ruiters. De Hunnen voerden een geheel andere oorlogstactiek dan de Ostrogoten gewend waren. In plaats van de Ostrogoten in een geregelde veldslag tegemoet te treden, gingen zij deze steeds uit de weg en richtten ergens anders een bloedbad aan, waarna zij bliksemsnel weer verdwenen.
In deze talloze kleine gevechten moesten de Ostrogoten steeds het onderspit delven. Ermanarik pleegde uit wanhoop zelfmoord na zo'n nederlaag. De Romeinse schrijver Ammianus Marcellinus, die tijdgenoot was van Ermanarik, schreef hierover in zijn Historia. Jordanes berichtte in zijn Geschiedenis van de Gothen dat de stam van de Rosomoni Ermanaric liet vallen toen de Hunnen kwamen. Sunilda, de vrouw van een leider van de Rosomoni, werd daarop gevierendeeld. Haar broers Sarus en Ammius namen wraak door Ermanarik een zwaard in de zij te steken. Ermanarik overleefde de aanslag, maar was verzwakt. Balamber, de koning van de Hunnen, maakte hier gebruik van en kwam het gebied van de Ostrogothen binnen. Ermanaric stierf door de pijn van zijn wond en de paniek van de op handen zijnde inval op de leeftijd van honderdtien jaar. De Hunnen overwonnen de Goten. Vithimiris, een familielid van Ermanarik, werd tot opvolger gekozen.

## Sagen
Koning Ermanarik komt voor in verschillende Germaanse sagen. Zo onder andere: de Hervarar saga, de Gudrun, de Nibelungen en Diederik van Bern. In de Gudrúnarhvöt (hoe Gudrun haar zonen ophitste) wordt verteld hoe de dochter van Gudrun en Sigurd, Svanhild (Ermanariks echtgenote Sunilda), wordt doodgetrappeld door de paarden van Jörmunrek de Grote (Ermanarik). Svanhild zou met Jörmunrek trouwen, maar Bikki, een van zijn mannen, vertelde hem dat ze iets had met zijn zoon Randver. Randver werd opgehangen, Svanhild door paardenhoeven vertrapt. Gudrun zette haar zonen Hamdir en Sörli op, die zij had met koning Jonak, om wraak te nemen op Jörmunrek voor de dood van hun (half)zuster Svanhild. Ze doodden hem in zijn burcht, maar werden zelf gestenigd. Volgens Jordanes (551) namen Sunilda's broers Ammius (Hamdir) en Sarus (Sörli) wraak door Ermanarik te doorsteken.
Ermanariks persoon wordt verbonden met de overlevering van een legendarische, maar verloren gegane schat. Deze komt onder andere ook voor in het Middelnederlandse episch diergedicht Van den vos Reynaerde. Het is de schat van Ermenric die Reinaert aan koning Nobel belooft in ruil voor gratie, nadat hij was veroordeeld voor zijn misdaden. Dit bouwde voort op een Vlaamse traditie die Ermanarik beschouwde als de stichter van Gent.